# Swinnerton Ledge
Swinnerton Ledge ist ein rund 1500 m hoher Gebirgskamm mit abgeflachter Gipfelkrone im ostantarktischen Coatsland. In der Shackleton Range markiert er das östliche Ende der Read Mountains.
Luftaufnahmen entstanden 1967 durch die United States Navy. Der British Antarctic Survey nahm zwischen 1968 und 1971 Vermessungen vor. Das UK Antarctic Place-Names Committee benannte ihn am 5. Januar 1972 nach dem britischen Geologen und Paläontologen Henry Hurd Swinnerton (1876–1966) vom University Colledge of Nottingham, von 1938 bis 1940 Präsident der Geological Society of London.